# Catherine Granato
Pour les articles homonymes, voir Granato.
Temple de la renommée : 2010
Temple de la renommée de l'IIHF : 2008
Temple de la renommée américain : 2008
Catherine Granato, dit Cammi Granato (née le 25 mars 1971 à Downers Grove dans l'Illinois aux États-Unis) est une joueuse américaine de hockey sur glace. Elle a été capitaine de l'équipe nationale américaine de hockey féminin de 1998 à 2005, remportant la médaille d'or lors du premier tournoi olympique féminin de l'histoire pour les Jeux de Nagano en 1998. Elle remporte une médaille d'argent aux Jeux de Salt Lake City en 2002. Cammi Granato a également représenté les États-Unis dans 9 championnats du monde, remportant 8 médailles d'argent et 1 médaille d'or.
Elle a été intronisée au Temple de la renommée de l'IIHF et au Temple de la renommée du hockey américain en 2008 puis au Temple de la renommée du hockey en 2010. Elle remporte le trophée Lester-Patrick en 2007.

## Biographie

### Carrière
Elle commence sa carrière en jouant dans l'Illinois avec des équipes masculines, n'ayant aucune équipe féminine en compétition dans l'État.
Depuis le championnat du monde 1990, elle a représenté les États-Unis lors des différentes compétitions internationales. Quand elle ne jouait pas avec l'équipe nationale, elle participait à la Ligue féminine de hockey de l'Ouest avec les Breakers de Colombie-Britannique.
En 1998, elle remporte la médaille d'or lors des Jeux olympiques et était choisie par son pays pour porter le drapeau lors de la cérémonie de clôture. Elle remporte par la suite et pour la première fois, la médaille d'or lors de l'édition de 2005 du championnat du monde. Pour la première fois depuis les débuts de la compétition, les Canadiennes sont battues en finale à la suite d'une prolongation et des tirs de fusillade.
Le 18 septembre 2007, elle reçoit en compagnie de Stan Fischler, John Halligan et Brian Leetch le trophée Lester-Patrick 2007 de la LNH pour son implication dans le monde du hockey américain. Quelques mois plus tard, la Fédération internationale de hockey sur glace annonce que pour la première fois trois femmes feront partie de la nouvelle promotion admise au temple de la renommée. Elle est admise en même temps que  Angela James et Geraldine Heaney mais également Mario Lemieux, Igor Larionov, Philippe Bozon et Art Berglund au cours du championnat du monde 2008 à Québec au Canada. Elle est également admise au Temple de la renommée du hockey le 22 juin 2010.
Le 25 septembre 2019, elle est la première femme embauchée en qualité de recruteuse pour une équipe de LNH  en vue du repêchage d'expansion pour la création de la franchise à Seattle.
Lors du premier match élite féminin organisé par la NHL à l'occasion du 65e match des étoiles, elle coache le banc américain composé de joueuses médaillées olympiques et championnes du monde .

## Vie personnelle
Elle est la sœur cadette de l'ancien joueur de hockey de la Ligue nationale de hockey, Tony Granato et est mariée à Ray Ferraro. Elle est la belle-mère de Landon Ferraro, également hockeyeur professionnel . Elle vit également avec un TDAH.

## Statistiques

### En club
| Saison      | Équipe                           | Ligue            |                            | Saison régulière           | Saison régulière           | Saison régulière           | Saison régulière           | Saison régulière           |                            | Séries éliminatoires       | Séries éliminatoires       | Séries éliminatoires       | Séries éliminatoires | Séries éliminatoires |
| Saison      | Équipe                           | Ligue            | PJ                         | B                          | A                          | Pts                        | Pun                        | PJ                         | B                          | A                          | Pts                        | Pun                        |                      |                      |
| 1989-1990   | Friars de Providence             | NCAA             | 24                         | 24                         | 22                         | 46                         |                            | -                          | -                          | -                          | -                          | -                          |                      |                      |
| 1990-1991   | Friars de Providence             | NCAA             | 22                         | 26                         | 20                         | 46                         |                            | -                          | -                          | -                          | -                          | -                          |                      |                      |
| 1991-1992   | Friars de Providence             | NCAA             | 25                         | 48                         | 32                         | 80                         |                            | -                          | -                          | -                          | -                          | -                          |                      |                      |
| 1992-1993   | Friars de Providence             | NCAA             | 28                         | 41                         | 43                         | 84                         |                            | -                          | -                          | -                          | -                          | -                          |                      |                      |
| 1995-1996   | Stingers de Concordia            | U Sports         | Statistiques indisponibles | Statistiques indisponibles | Statistiques indisponibles | Statistiques indisponibles | Statistiques indisponibles | Statistiques indisponibles | Statistiques indisponibles | Statistiques indisponibles | Statistiques indisponibles | Statistiques indisponibles |                      |                      |
| 1996-1997   | Stingers de Concordia            | U Sports         | Statistiques indisponibles | Statistiques indisponibles | Statistiques indisponibles | Statistiques indisponibles | Statistiques indisponibles | Statistiques indisponibles | Statistiques indisponibles | Statistiques indisponibles | Statistiques indisponibles | Statistiques indisponibles |                      |                      |
| 2002-2003   | Griffins de Vancouver            | LNHF (1999-2007) | 16                         | 18                         | 14                         | 32                         | 6                          | 1                          | 0                          | 1                          | 1                          | 0                          |                      |                      |
| 2004-2005   | Breakers de Colombie-Britannique | WWHL             | 21                         | 8                          | 11                         | 19                         | 30                         | -                          | -                          | -                          | -                          | -                          |                      |                      |
| Totaux NCAA | Totaux NCAA                      | Totaux NCAA      | 99                         | 139                        | 117                        | 256                        | 0                          | -                          | -                          | -                          | -                          | -                          |                      |                      |

### En équipe nationale
| Année | Équipe     | Compétition          |   | PJ | B | A  | Pts | Pun               |  | Résultat |
| 1990  | États-Unis | Championnat du monde | 5 | 9  | 5 | 14 | 4   | Médaille d'argent |  |          |
| 1992  | États-Unis | Championnat du monde | 5 | 8  | 2 | 10 | 2   | Médaille d'argent |  |          |
| 1994  | États-Unis | Championnat du monde | 5 | 5  | 7 | 12 | 6   | Médaille d'argent |  |          |
| 1997  | États-Unis | Championnat du monde | 5 | 5  | 3 | 8  | 4   | Médaille d'argent |  |          |
| 1998  | États-Unis | Jeux olympiques      | 6 | 4  | 4 | 8  | 4   | Médaille d'or     |  |          |
| 1999  | États-Unis | Championnat du monde | 5 | 3  | 5 | 8  | 0   | Médaille d'argent |  |          |
| 2000  | États-Unis | Championnat du monde | 5 | 6  | 1 | 7  | 0   | Médaille d'argent |  |          |
| 2001  | États-Unis | Championnat du monde | 5 | 7  | 6 | 13 | 0   | Médaille d'argent |  |          |
| 2002  | États-Unis | Jeux olympiques      | 5 | 6  | 4 | 10 | 0   | Médaille d'argent |  |          |
| 2004  | États-Unis | Championnat du monde | 3 | 0  | 2 | 2  | 0   | Médaille d'argent |  |          |
| 2005  | États-Unis | Championnat du monde | 5 | 1  | 3 | 4  | 2   | Médaille d'or     |  |          |

- Élue dans l'équipe étoiles des médias pour les championnats du monde 1992 [9] ainsi que meilleure attaquante.
- Élue dans l'équipe étoiles des médias pour les championnats du monde 1997 [9].
- Inscrit le plus de points pour les championnats du monde 2001 [9].
- Nommée dans l'équipe étoiles des Jeux olympiques de 2010.

### Autres
- Reçoit le trophée Lester-Patrick en 2007, qui récompense les services rendus au hockey aux États-Unis.
- Intronisée au Temple de la renommée de l'IIHF et au Temple de la renommée du hockey américain en 2008.
- Intronisée au Temple de la renommée du hockey en 2010.